# Georgisk mytologi
Georgisk mytologi beskriver de myter, den kosmologi och den gudavärld som utgjorde den ursprungliga religionen i nuvarande Georgien före dess kristnande på 300-talet.  Dess ursprung var inte enhetlig, utan antas bestå av en kärna av de ursprungliga kartveliska folken, som under seklens gång influerades av hettiter, greker, armenier, vainakh och iranier.  Den var likt andra antika religioner mycket beroende av lokala seder, och vissa gudar dyrkades enbart lokalt.  Georgiens lågland kristnades under 300-talet, medan vissa delar av bergstrakterna i Kaukasus bevarade sin ursprungliga religion till långt in på medeltiden. 

## Gudar
- Adgilis Deda (ადგილის დედა) –  fruktbarhetens och boskapens gudinna.
- Apsat (აფსათი) – fåglarnas och djurens gud.
- Armazi (არმაზი) – gudarnas kung.
- Barbale (ბარბალე) – boskapens, solens, tamfåglarnas och läkekonstens gudinna.
- Batonebi (ბატონები) – sjukdomens andar.
- Beri-Bera (ბერი ბერა) – jordbrukets, fruktbarhetens och djurens gud.
- Bochi (ბოჩი) – boskapens beskyddare.
- Dali (დალი) – jaktens gudinna.[1]
- Ghmerti (ღმერთი) – skapelsens gud, mångudens och solgudinnans fader
- Kamar (ყამარი) - eldens gudinna.
- Lamaria eller Lamara (ლამარია) – boskapens och härdens gudinna.
- Mamber (მამბერი) – vargarnas gud.
- Michpa (მიჭპა) – tamdjurens gud.
- Mindort-batoni (მინდორთ ბატონი) – dalarnas fältens och vildblommornas gud, jordbrukets gud.
- Mindort-brdzanebeli (მინდორთ ბრძანებელი) – blommornas gudinna.
- Ochopintre (ოჭოპინტრე) – skogens, vilddjurens och jaktens gud.
- Tamar (თამარი) – väderlekens gudinna.
- Tevdore (თევდორე) – jordbrukets och hästarnas gud.
- Tskarishdida (წკარიშდიდა) – flodernas, älvarnas och fiskarnas gudinna.
- Zaden (ზადენი) – fruktbarhetens gud.